# Zimmerplatz
Zimmerplatz ist ein 765,8 m ü. NHN hoher Passübergang im Schwarzwald zwischen den zu Zell im Wiesental gehörenden Ortsteilen Adelsberg sowie Atzenbach und Mambach.

## Profil
Die Westrampe von Adelsberg überwindet auf einer Strecke von 4,1 Kilometern eine Höhe von 88 Metern was einer durchschnittlichen Steigung von 2,1 % entspricht. Etwa auf halber Strecke führt der Weg durch den Weiler Blauen. An der Passhöhe ist ein Wanderparkplatz gelegen.
Nach Osten führt die Straße bis nach Pfaffenberg. Etwa einen halben Kilometer nach dem Ortsausgang gabelt sich die Strecke. Einerseits gelangt man über den Wohnplatz Bergklause Mariafrieden nach Mambach. Dieser Streckenabschnitt überwindet auf 3,6 Kilometern und vier Serpentinen 293 Höhenmeter, was einer durchschnittlichen Steigung von 8,1 % entspricht. Anderseits führt die K 6301 südlich von Pfaffenberg nach Atzenbach. Die teilweise durch Wald führende 4,9 Kilometer lange Strecke überwindet 313 Höhenmeter was einer durchschnittlichen Steigung von 6,4 % entspricht.
Vom Zimmerplatz zweigt auch ein Weg nach Norden zum Weiler Käsern auf 845 m ü. NHN ab.